# گروه ارتش مرکز
گروه ارتش مرکز (به آلمانی: Heeresgruppe Mitte) نام دو گروه ارتش مجزا در نیروی زمینی آلمان در دوره رایش سوم بود که در جبهه شرقی جنگ جهانی دوم به نبرد پرداختند.

## تشکیل
گروه ارتش مرکز برای نخستین بار در ۲۲ ژوئن سال ۱۹۴۱ با تغییر نام گروه ارتش ب، به عنوان یکی از سه گروه ارتش ورماخت در عملیات بارباروسا، تشکیل شد.

## تاریخچه عملیاتی

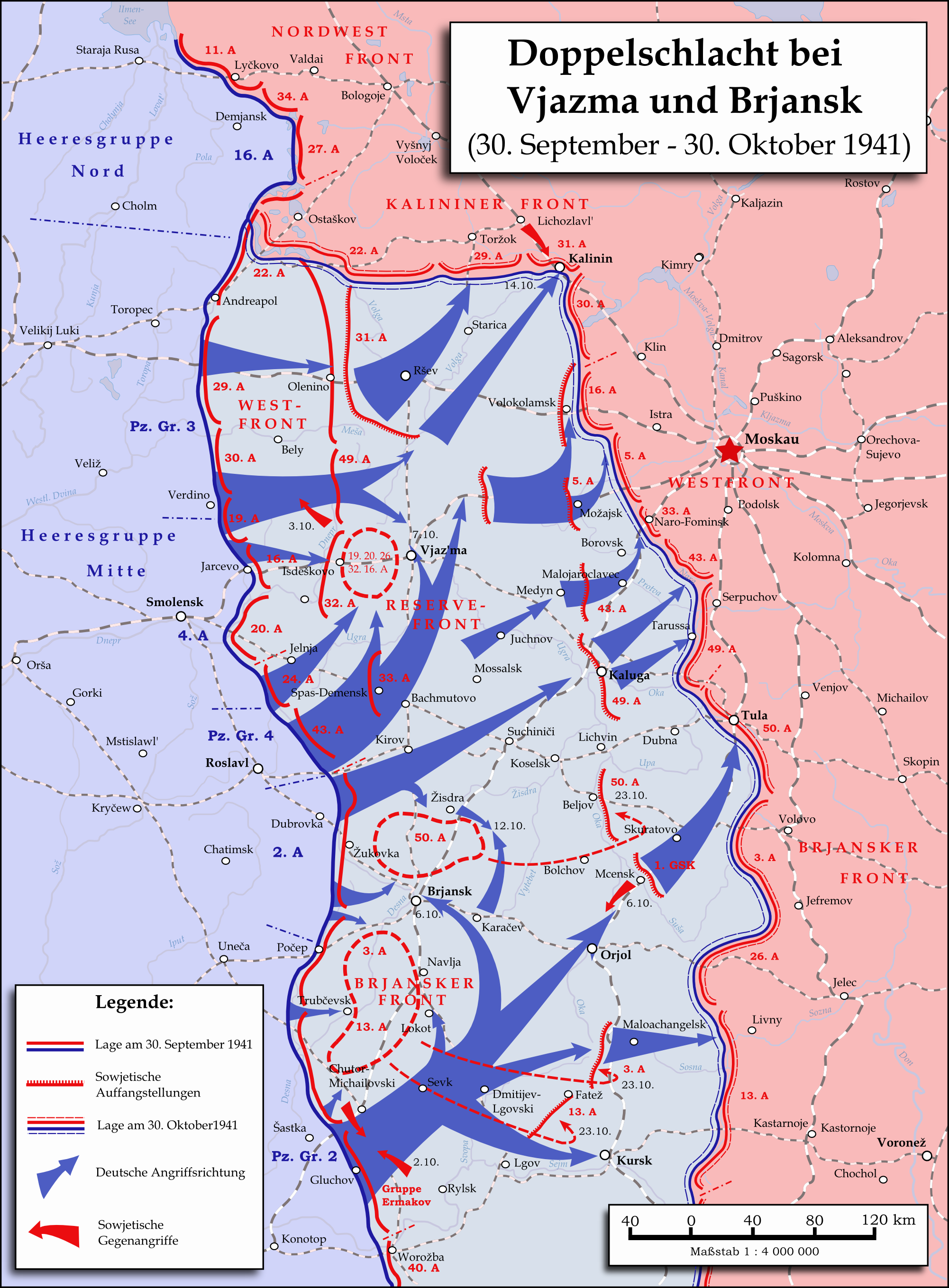
نقشه نبرد دو جبها در جنگ جهانی

### شوروی

#### ۱۹۴۱
در ابتدای تهاجم به شوروی، گروه ارتش مرکز به عنوان قدرتمندترین گروه ارتش عملیات، به فرماندهی فیلد مارشال فدر فن بک، شامل دو ارتش چهارم و نهم و دو گروه زرهی ۲ و ۳، مجموعاً با ۵۰٫۵ لشکر (شامل ۳۱ لشکر پیاده‌نظام، ۹ لشکر زرهی، ۶٫۵ لشکر موتوریزه، ۳ لشکر امنیت و ۱ لشکر سواره‌نظام)، نیرویی بالغ بر ۱٫۳ میلیون نفر و بیش از ۱۹۰۰ زره‌پوش و ۷۵۰ آتشبار توپخانه از جمله چندین توپ ریلی، می‌شد. قرارگاه گروه ارتش همچنین ۲۳ گردان مهندسی، ۱۲ گردان پل‌ساز، ۳۵ گردان ساخت‌وساز و ۱۱ گردان ساخت و تعمیر جاده در اختیار داشت. ارتش دوم نیز در جایگاه ذخیره فرماندهی عالی نیروی زمینی آلمان پشت سر گروه ارتش مرکز قرار داشت. این گروه ارتش همچنین از پشتیبانی هوایی ۱۵۰۰ هواگرد (بیش نیمی از ۲۷۷۰ هواگرد اختصاص یافته به کل عملیات) ناوگان دوم هوایی لوفت‌وافه برخوردار بود. هشت لشکر زرهی گروه ارتش مرکز هنگام آغاز عملیات، مجموعاً ۱۵۳۰ تانک در اختیار داشتند.
پیش از آغاز تهاجم لشکرهای گروه ارتش مرکز در خط مقدمی به طول ۵۰۰ کیلومتر از سوواوکی در شمال تا جنوب برست-لیتوفسک، مستقر شد. رود بوگ بیش از ۲۰۰ کیلومتر از این خط مقدم را شامل می‌شد.

##### محاصره بیاویستوک-مینسک
گروه ارتش مرکز با آغاز عملیات بارباروسا در ۲۲ ژوئن سال ۱۹۴۱، به دنبال کشیدن دیواری مستحکم به دور مناطق بین بیاویستوک و مینسک بود. گروه زرهی ۳ در جناح شمال در روز نخست موفق شد هر چهار گذرگاه بر روی رودخانه نمان در منطقه عملیاتی خود را به شکل تخریب نشده تصرف کند. شکست ارتش سرخ در حفظ خط دفاعی این رود موجب تصرف سریع ویلنا، پایتخت جمهوری لیتوانی شوروی توسط گروه زرهی ۳ در ساعات اولیه صبح ۲۴ ژوئن شد. همین روز گروه زرهی ۳ از محدود شدن حرکت نیروهایش به یک ستون به جهت شرایط وخیم راه‌ها و کاهش سرعت کل نیروها به سرعت آهسته‌ترین خودروها خبر داد. در جناح جنوب، گروه زرهی ۲ با گذر از رود بوگ، از کنار قلعه برست-لیتوفسک عبور کرد. در همین حال، راه‌های پیش روی برخی یگان‌های این گروه زرهی نیز غیرقابل عبور گزارش شدند. در ادامه این نیروها اطلاع از کمبود سوخت در یگان‌های پیشین خود داد که حاصل از مشکل عبور خودروهای چرخ‌دار تدارکاتی از بوگ و ترافیک حاصل از آن در جانب غربی این رود بود.
جهت سلطه بر اراضی بین رودهای دوینا و دنیپر و ناحیه ویتبسک-اورشا، گروه زرهی ۳ به نیروهای خود فرمان به تصرف مالاژکنا و ادامه حرکت به سمت گلوبوکو را صادر کرد. به هر حال، ۲۴ ژوئن فرماندهی گروه ارتش مرکز هرمان هوت، فرمانده گروه زرهی ۳ را از تصمیم برای چرخش نیروهای زرهی تحت امر او از ویلنا به سمت جنوب و شرق به جانب مینسک به جای حرکت در جهت شمال و شرق مطلع ساخت.
تا این زمان، بزرگ‌ترین مشکل در ناحیه ارتش نهم ورماخت پدید آمد بود که در آن سپاه ۲۰ عصر ۲۴ ژوئن در جانب شرقی رود لوسوسنا حوالی گرودنو بدون داشتن توان زرهی از سه جهت زیر حمله تانک‌های ارتش سرخ قرار گرفته بود. حملات به ارتش نهم ورماخت در پی دستور ژنرال دمیتری پاولوف، فرمانده جبهه شمال غربی ارتش سرخ به نیروهایش برای ضد حمله به وقوع پیوست. ضد حملات جبهه غربی شوروی با وجود تحمل خسارات و تلفات سنگین، در نهایت بی‌تأثیر بود ضدحمله پاولوف در جهت شمال، مینسک را بدون حفاظت زرهی رها کرد. در نتیجه، رخنه نیروهای هوت در ۲۶ ژوئن به مینسک از جانب مالاژکنا تا حدود زیادی بدون مانع صورت گرفت. با وجود نتایج بد تصمیمات پاولوف در نقاط دیگر، ضد حمله نیروهای مکانیزه او باعث افزایش پهنای شکاف بین نیروهای گروه زرهی ۳ و یگان‌های پیاده‌نظام ارتش نهم ورماخت در پشت سر آن‌ها شد.
روز ۲۷ ژوئن گروه زرهی ۲ سلوتسک در ۱۰۰ کیلومتری جنوب مینسک را به زیر سلطه خود درآورد. همزمان گروه زرهی ۲ به ۳۰ کیلومتری شمال مینسک رسیده بود. روز ۲۸ ژوئن دو گروه زرهی حلقه بیرونی محاصره را در حومه مینسک بستند. به هر صورت محاصره کاملاً موفقیت‌آمیز نبود و پیاده‌نظام نتوانست فاصله خود را با نیروهای زرهی حفظ کند. بدین ترتیب بخش‌هایی از چهار ارتش شوروی قادر شدند به سمت شرق عقب بنشینند. محاصره کوچک‌تر دیگری نیز توسط پیاده‌نظام ارتش‌های چهارم و نهم حوالی بیاویستوک ایجاد شده بود. در ادامه مقاومت شدید نیروهای در محاصره باعث ایجاد تأخیر در پیشروی نیروهای زرهی گروه ارتش مرکز شد. تقریباً نیمی از قوای گروه ارتش مرکز درگیر انهدام نیروهای درون محاصره بودند. نهایتاً با پاکسازی مناطق تحت محاصره، قریب به ۴۸۰۰ دستگاه تانک و ۹۴۰۰ قبضه توپ ارتش سرخ منهدم گشته یا به غنیمت گرفته شد و ۳۴۱ هزار نفر به اسارت درآمدند.
بدین ترتیب نیروهای فن بوک در عرض هجده روز ۶۰۰ کیلومتر پیشروی کردند و خود را به رودهای دوینای غربی و دنیپر رساندند. آن‌ها همچنین منطقه بلاروس را تصرف و ۴۲۰ هزار نفر به دشمن تلفات وارد آوردند.

##### نبرد اسمولنسک
برای هماهنگی بیشتر بین نیروهای زرهی و قوای پیاده، دو گروه زرهی ۲ و ۳ به همراه ۲ سپاه دیگر تحت فرمان فیلدمارشال گونتر فن کلوگه در ارتش چهارم قرار گرفتند تا «ارتش چهارم زرهی» را شکل دهند. مابقی نیروهای ارتش چهارم به ارتش دوم پیوستند. در ادامه، ارتش دوم به گروه ارتش مرکز ملحق شد.
روز ۳۰ ژوئن، فرانتس هالدر، رئیس ستاد کل نیروی زمینی آلمان، به دو گروه زرهی ۲ و ۳ دستور داد هر چه سریع تر ناحیه بین پولوتسک تا روگاچف را پاکسازی کنند. این دستور روز بعد توسط فرماندهی گروه ارتش مرکز به آن‌ها ابلاغ و زمان آغاز آن ۳ ژوئیه تعیین گردید. بدی آب و هوا در برخی محدوده‌ها و راه‌های غیرقابل عبور جابه‌جایی نیرو را برای آلمانی‌ها دچار مشکل کرده بود. گروه زرهی ۳ که نیروهایش به تجهیزات غنیمتی فرانسوی مجهز شده بودند، گزارش کرد برخی یگان‌هایش قادر به ادامه رزم نیستند.
روز ۵ ژوئیه جناح راست گروه زرهی ۲ موفق شد با گذر از رود برزینا بین بابرویسک و بوریسوف در نزدیکی روگاچف به رود دنیپر برسد. روز ۷ ژوئیه تلاش گروه زرهی ۲ برای پیشروی از جناح راست توسط نیروهای ارتش سرخ متوقف و زیر ضد حمله دفع شد. در طرف دیگر، گروه زرهی ۳ نیز در جناح چپ خود بین دریسا و پولوتسک حالت تدافعی گرفته و تمام حملاتش را بر ویتبسک در بخش مرکزی متمرکز کرده بود، که به تصرف آن در ۹ ژوئیه انجامید.
ادامه حرکت گروه ارتش مرکز در قالب برنامه به محاصره درآوردن مجدد نیروهای دشمن در یک منطقه بزرگ این بار با بستن حلقه محاصره در شرق اسمولنسک و پیش‌روی سرنیزه زرهی آن با هدف مسکو صورت می‌گرفت. در بخش جنوبی طبق برنامه، رود دنیپر و شهرهای موگیلف و اورشا پشت سر گذاشته شدند. روز ۱۳ ژوئیه گروه زرهی ۲ به شدت از جانب ناحیه گومل مورد حمله قرار گرفت. این حملات با یورش‌هایی در ناحیه موگیلف و اورشا همراه بود. با وجود تحمل خسارات انسانی و تجهیزاتی سنگین، سلطه آلمانی‌ها بر منطقه محدب یلنیا حفظ شد. این ضدحملات موجب کاهش قابل توجه سرعت جناح جنوبی گروه زرهی ۲ در به محاصره درآوردن نیروهای ارتش سرخ شد. در جانب شمال گروه زرهی ۳ خود را به دمیدوف و ولیژ رساند و به نفل دست یافت.

##### حرکت به جناحین
میانه ماه ژوئیه مقرر گشت، به جای حرکت مستقیم به سمت مسکو، دو گروه زرهی گروه ارتش مرکز برای به محاصره درآوردن نیروهای بیشتری از دشمن به جناحین منحرف شوند و پس از انهدام آن‌ها رو به شرق آورند. مقرر شد در شمال، راه نیروهایی از قوای دشمن که از برابر جناح راست گروه ارتش شمال عقب می‌نشینند، توسط یگان‌هایی از گروه زرهی ۳ که قادر به پیشروی به سمت ولیکیه لوکی و خولم هستند، سد شود. در جنوب نیز بخشی از نیروهای گروه زرهی ۲ می‌بایست به سمت روسلافل گسیل می‌شدند. این فرامین ۲۳ ژوئیه توسط هالدر به رئیس ستاد گروه ارتش مرکز ابلاغ شد. سپاه ۸ هوایی لوفت‌وافه نیز برای پشتیبانی از گروه ارتش شمال، از گروه ارتش مرکز جدا شد. بدین شکل تنها سپاه ۲ هوایی در ناحیه گروه ارتش مرکز باقی ماند و این یگان نیز با وجود قرار داشتن در شرایط مداوم عملیاتی به خوبی نمی‌توانست ناحیه وسیع حضور گروه ارتش مرکز را پوشش دهد. از این رو پشتیبانی هوایی تنها بر عملیات‌های جناح جنوبی گروه ارتش متمرکز گشت.
با پایان نبرد محاصره‌ای اسمولنسک و کاهش نسبی حملات ارتش سرخ امکان عقب کشیدن لشکرهای زرهی و موتوریزه گروه ارتش از خط مقدم فراهم آمد. به هر حال، پس از آن که تمامی لشکرهای پیاده‌نظام به خط مقدم رسیدند مقدار آن‌ها جهت پوشش خط مقدم طولانی گروه ارتش بدون کمک لشکرهای زرهی و موتوریزه کافی نبود. با آزاد شدن هر چه بیشتر لشکرهای زرهی و موتوریزه، وضعیت خط مقدم گروه ارتش، وخیم‌تر می‌شد. در این شرایط نه تنها لشکرهای پیاده‌نظام جهت پوشش خط مقدم به صورت کم‌عمقی کشیده شده بودند بلکه بر خلاف نیروهای موتوریزه، این نیروها از تحرک لازم برای واکنش سریع با بحران‌ها برخوردار نبودند. متعاقباً تلفات بین نیروهای خط مقدم گروه ارتش افزایش یافت. گروه ارتش مرکز تا ابتدای ماه اوت متحمل حدود ۷۴٬۵۰۰ تلفات شد اما تنها ۲۳ هزار نفر به عنوان نیروی جایگزین دریافت کرد. فیلدمارشال فن بک شرایط این گروه ارتش در این زمان را «فوق‌العاده پرتنش» توصیف نمود. یکی از حساس‌ترین قسمت‌های خط مقدم گروه ارتش ناحیه برآمدگی یلنیا بود که تحت فشار دشمن در خطر فروپاشی قرار داشت.
طبق فرمان روز ۲۱ اوت پیشوا، گروه ارتش مرکز موظف شد با حرکت بیشتر به سمت جنوب، در همکاری با گروه ارتش جنوب، ارتش پنجم شوروی را در ناحیه شرق کی‌یف منهدم کند.

##### نبرد مسکو
برای عملیات تایفون، تهاجم ورماخت به مسکو، گروه ارتش مرکز مجموعاً ۱۲۰۰ تانک در قالب ۱۴ لشکر زرهی در اختیار داشت. نیمی از این تانک‌ها مربوط به تانک‌های تازه تولید شده (۳۰۶ تانک) و دو لشکر دوم و پنجم زرهی تازه دریافت‌شده (۴۵۰ تانک) و نیم دیگر مربوط به مابقی ۱۲ لشکر زرهی بودند.

#### ۱۹۴۲
گروه ارتش مرکز هنگام عقب‌نشینی از مسکو مقادیر زیادی از ادوات خود پشت سر باقی گذاشت اواخر ماه ژانویه سال ۱۹۴۲ این گروه ارتش حدود ۱۸۷ هزار نفر نیرو، ۴۳۰۰ توپ ضدتانک، ۵۹۰۰ خمپاره‌انداز و ۳۴۰۰ قطعه دیگر توپخانه کمبود داشت. در این زمان مرز گروه ارتش مرکز و گروه ارتش شمال در شرایط حساسی بود. ضد حمله زمستانه ارتش سرخ یک شکاف ۲۰۰ کیلومتری در خط مقدم ورماخت بین بلیی و خولم باز کرده و به دشمن امکان دسترسی به ناحیه ویتبسک-ولیکیه لوکی را داده بود. ارتش سرخ با تسلط بر این ناحیه می‌توانست، در پشت خط مقدم گروه ارتش مرکز، به سمت اسمولنسک حرکت کند. در این زمان، نیروهایی از دشمن که وارد این شکاف می‌شدند پشت سر ارتش‌های سوم زرهی و نهم را هدف می‌گرفتند. دو ارتش دشمن پشت سر ارتش نهم در غرب سیچفکا قرار گرفته بودند. همزمان با این تحولات، ارتش سرخ از طریق هوایی در حال ارسال تدارکات و نیروی کمکی به پشت سر ارتش چهارم در ناحیه ویازما بود. بدین ترتیب موقعیت کلی گروه ارتش مرکز تقریباً به مبارزه مرگ و زندگی بدل گشته بود. دمای پایین هوا تحرکات آلمانی‌ها را با اختلال مواجه ساخته و اقدامات مقابله‌ای آن را کند کرده بود.

## سازمان
یگان‌های اختصاصی قرارگاه گروه ارتش هنگام آغاز عملیات بارباروسا:
- ۲۲ فرماندهی توپخانه (Arko)
- ۱۷ ستاد تیپ توپخانه
- ۶ گردان توپ‌های تهاجمی
- ۱۵ گردان توپ‌های ۱۰۵ م‌م
- ۱۶ گردان هوئیتزر متوسط ۱۵۰ م‌م
- ۵ گردان توپخانه تلفیقی
- ۱۷ گردان هوئیتزر سنگین ۲۱۰ م‌م
- ۳ گردان توپ‌های ۱۵۰ م‌م
- ۳ گردان هوئیتزر سنگین ۳۰۵ م‌م برای آتش زاویه بالا
- ۲ گردان توپخانه سنگین با توپ‌های ۲۱۰ م‌م و ۲۴۰ م‌م
- ۴ گردان راتک‌اندازهای نیبل‌ورفر[۳۰]

## فرماندهان
| تصویر | نام                 | درجه       | آغاز فرماندهی  | پایان فرماندهی |
| ----- | ------------------- | ---------- | -------------- | -------------- |
|       | فدر فن بک           | فیلدمارشال | ۲۷ مه ۱۹۴۱     | ۱۹ دسامبر ۱۹۴۱ |
|       | گونتر فن کلوگه      | فیلدمارشال | ۱۹ دسامبر ۱۹۴۱ | ۲۸ اکتبر ۱۹۴۳  |
|       | ارنست بوش           | فیلدمارشال | ۲۹ اکتبر ۱۹۴۳  | ۲۸ ژوئن ۱۹۴۴   |
|       | والتر مدل           | فیلدمارشال | ۲۸ ژوئن ۱۹۴۴   | ۱۶ اوت ۱۹۴۴    |
|       | گئورگ-هانس راینهارت | ارتشبد     | ۱۶ اوت ۱۹۴۴    | ۲۶ ژانویه ۱۹۴۵ |
|       |                     |            |                |                |